# Chayahuita
Chayahuita (Chayavita, Chayawita), pleme američkih Indijanaca šire skupine Cheberoan, porodica Cahuapanan, naseljeno nekada na rijeci Río Sillay, odakle su se u 17. stoljeću pred trgovcima robljem povukli prema rijekama Río Paranapura, Cahuapanas i Shanusi. Dio ih je živio i s plemenima Muniche i Chebero ili Jebero na jezuitskoj misiji utemeljenoj 1654., ali su se kasnije povukli u šumu. Populacija im danas iznosi preko 10,000 (11,384; 2000 WCD) a ekonomija im se temelji na uzgoju graha, riže, pilića. 
Chayahuite su izvorno bili uzgajivači manioke i kukuruza; lovci s serbatanom i lukom i strijelom; i ribari. Tradicionalna kuća imala je zabat i zidove, a u unutrašnjosti su se nalazili kreveti na platformama za spavanje, i viseće mreže (hamaci) za odmaranje. Osim ukrasa i tetovaža druge odjeće nisu imali, a zube su bojali u crno. Španjolska odjeća prihvaćena je u 18. stoljeću. Odmah po vjenćanju stanište je matrilokalno, a nakon izvjesnog vremena (po rođenju djeteta) postaje patrilokalno.
Srodna su im plemena Ataguate, Cahuapana, Jebero i Yamorai.

## Vanjske poveznice
- Chayahuita